# Tepui
Een tepui (Spaans: tepuy) is een scherp afgesneden tafelberg die veel voorkomt in de Gran Sabana in Venezuela. Ook is deze bergvorm te vinden in de buurlanden Guyana, Brazilië, Colombia en Suriname. Meestal komen de tepuis geïsoleerd voor, in plaats van deel uit te maken van een bergketen. Mede door deze genetische isolatie hebben zich er unieke dier- en plantsoorten ontwikkeld.

## Algemeen

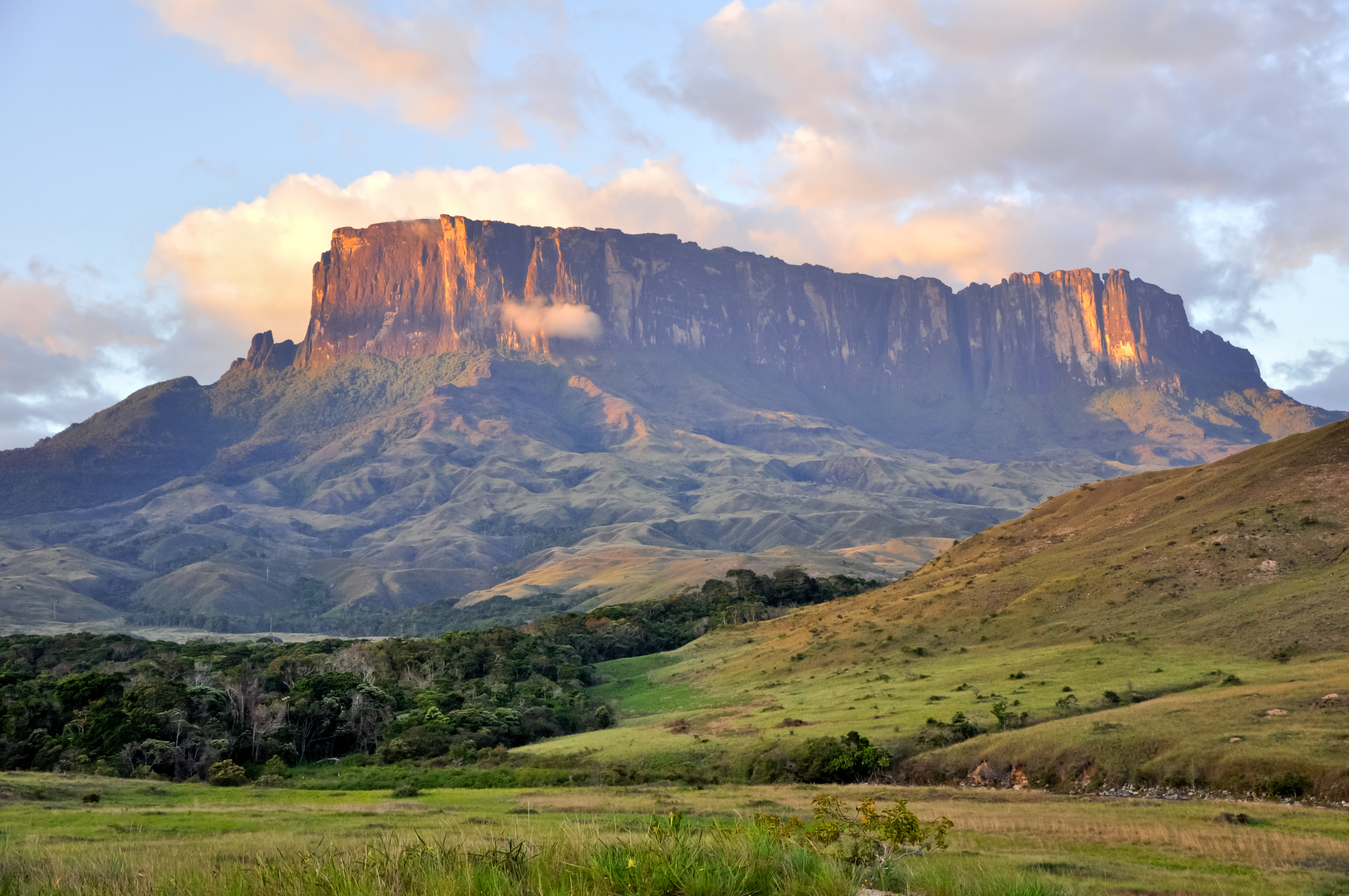
De Roraima

Het woord tepui is afkomstig van de inheemse taal Pemón en betekent "berg". Andere bronnen vertalen het woord als "woonplaats van de goden".
Een groot aantal van deze bergformaties hebben uitzonderlijke eigenschappen, zoals ongewoon verticale hellingen en vlakke toppen. Ze bestaan voor een groot deel uit zandsteen van de Roraima-formatie dat afgezet werd tijdens het Precambrium. Ze zijn ongeveer 1,7-1,5 miljard jaar oud.
De tepuis zijn zogenaamde inselbergen; de meer competente overblijfselen van een zandsteenplateau dat op de granitische sokkel werd afgezet. Deze sokkel wordt gevormd door het Guyanaschild, een kraton dat de ondergrond tussen de Amazone en de Orinoco, en tussen de Atlantische Oceaan en de Rio Negro vormt. Toen deze laag door miljoenen jaren erosie grotendeels afsleet, bleven deze grote geïsoleerde blokken over.
Tot de bekendste tepuis behoren de Autana, de Auyán-tepui (met de hoogste waterval ter wereld, de Ángelwaterval), de Roraima, de Kukenán en de Sarisariñama. Ook de Tafelberg in Suriname is een tepui.
In het zuidoosten van Venezuela, nabij de grens met Guyana en Brazilië, komen de meeste van deze karakteristieke morfologische structuren voor; het gebied Gran Sabana (grote vlakte; letterlijk "groot laken") wordt gekenmerkt door zo'n 115 tepuis. Vaak is het hoogteverschil met het omringende oerwoud meer dan 1000 meter. Op de top van sommige tepuis zijn door erosie opmerkelijke doolhofstructuren gevormd. Een belangrijk aantal tepuis bevindt zich in het Nationaal park Canaima, dat is uitgeroepen tot Werelderfgoed door de UNESCO.

## Flora en fauna

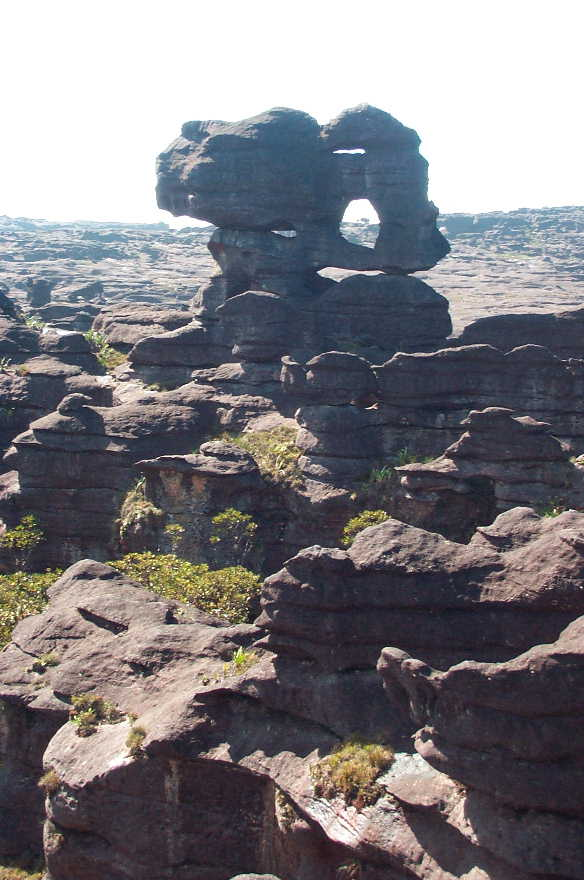
Vlakte op de top van de Roraima. De rotsformatie is ontstaan door erosie.

De top van de bergen is door het hoogte- en klimaatverschil compleet geïsoleerd van het omringende woud. Het klimaat op de bodem is tropisch met constante hoge temperaturen en vochtigheidsgraad. Het klimaat op de top is zelfs nog vochtiger, maar ook veel minder warm. Aan de andere kant bemoeilijken de vochtige, extreem verticale wanden met hun natuurlijke kroonlijsten de migratie tussen het lager gelegen regenwoud en de top. Deze factoren bevorderden het ontstaan van endemische flora en fauna.
Door evolutionaire processen is een aantal unieke plant- en diersoorten ontstaan, wat de tepuis de bijnaam "de Galapagos van het vasteland" oplevert. Omdat er geen humus kan ontstaan vanwege de wind en het hoogteverschil, is de top arm aan voedingsstoffen. Hierdoor zijn er een groot aantal vleesetende planten ontstaan, meer bepaald het geslacht Heliamphora. In de boomtoppen aan de voet van de tepuis komen veel orchideeën en bromelia's voor.
De tepuis zijn van groot belang voor biologen. Veel soorten zijn nog niet geclassificeerd, en waarschijnlijk zijn er nog meer te ontdekken. De toppen van verscheidene tepuis zijn bedekt met dikke wolkenlagen (zoals de Pico de la Neblina) en zijn slechts gefotografeerd met behulp van radar vanuit helikopters. Sommige tepuis zijn nog niet door mensen beklommen.
Enkele diersoorten die hun naam aan de tepuis te danken hebben:
- Tepuivireo (Hylophilus sclateri)
- Tepuiwinterkoning (Troglodytes rufulus)
- Tepuigierzwaluw (Cypseloides phelpsi)
- Tepuisabelvleugel (Campylopterus duidae)
- Tepuibriljantkolibrie (Heliodoxa xanthogonys)
- Tepuistekelstaart (Cranioleuca demissa)
- Tepuistruikgors (Atlapetes personatus)
- Tepuiparkiet (Nannopsittaca panychlora)

## Belangrijke tepuis
De belangrijkste tepuis zijn:

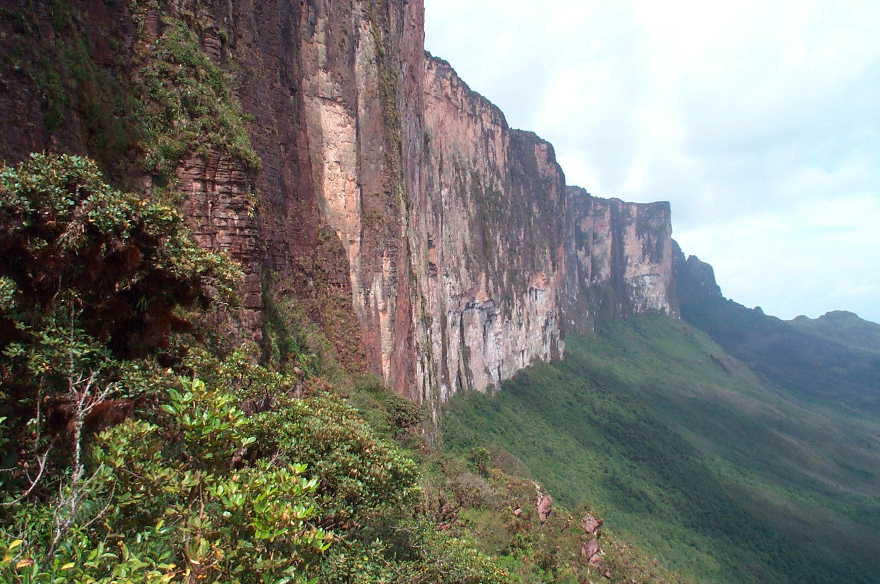
Wand van de Roraima

- Autana. De Autana steekt 1300 meter boven het oerwoud uit. Op de top bevinden zich enkele enorme gaten van 400 m diep. Men vermoedt dat het voormalige grotten zijn, waarvan het dak is ingestort.
- Auyan. De top heeft een oppervlakte van 700 km². Vanaf de top stroomt de hoogstgelegen waterval ter wereld: de Angelwaterval, waar het water een vrije val van 979 meter maakt. Het hoogste punt van deze tepui ligt op 2450 meter hoogte.
- Kukenán. Door de inheemse bevolking als een heilige berg beschouwd. Hierom mag hij sinds 1997 niet meer beklommen worden.
- Ptarí. De rotswanden van deze 2600 meter hoge berg zijn zo steil dat men verwacht dat een groot aantal nieuwe soorten op de top kan worden aangetroffen.
- Roraima. Een verslag van Robert Schomburgk, beroemd ontdekkingsreiziger in Latijns-Amerika, inspireerde de Engelse schrijver Arthur Conan Doyle (bekend van Sherlock Holmes) tot het schrijven van de roman The Lost World. Hierin ontdekt men een prehistorische wereld vol dinosauriërs en primitieve planten.
- Sarisariñama. Gelegen in het Nationaal park Jaua-Sarisariñama, in het uiterste zuidoosten van de staat Bolívar. De meest aansprekende eigenschap van deze tepui van 2300 meter hoogte is de aanwezigheid van bijna perfect ronde grotten, die een mysterie zijn voor de geologen.
- Cerro Huachamacari. Een Tepui gelegen in Venzuela in de Amazone-regio en is circa 1900 meter hoog.
- Cerros de Mavecure. Zijn drie heuvel vormige bergen, opvallend door hun rond vormigheid, ze worden echter toch onder de Tepui bergen geschaard. Ze maken deel uit van de Guianaschild en liggen in Columbia.
- Wei-Assipu-tepui. Is een van de Oostelijk gelegen tepui's aan de grens met Venzuela en Guyana.
- Tramen Tepui. Is de meest noordelijk gelegen tepui.

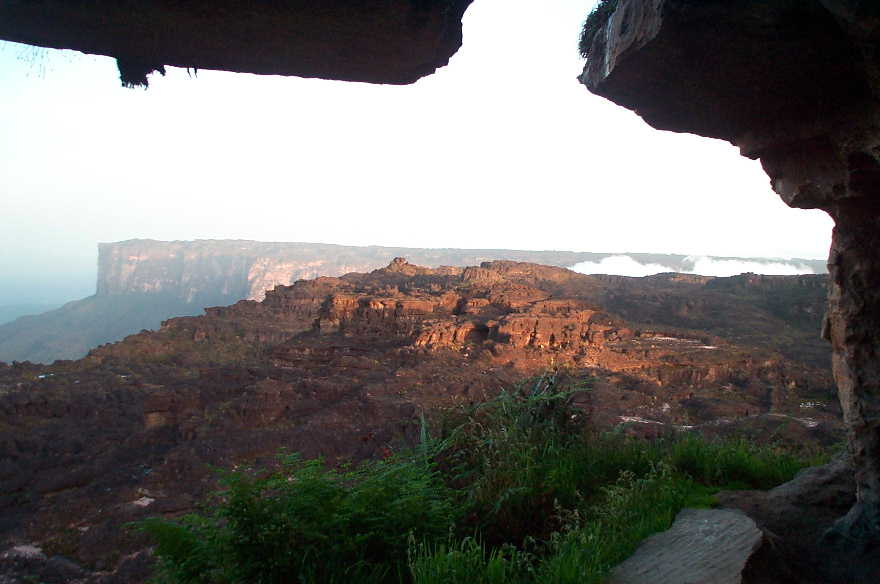
Uitzicht vanaf de Kukenán

## Ecoregio
Het WWF erkent de Tepui als een eigen ecoregio met de code NT0169. De regio is niet aaneengesloten maar vormt een reeks hooglandeilanden in het Regenwoud van het Guianaschild.